# Pont Landry (Latulipe-et-Gaboury)
Le pont Landry est un pont couvert ayant une structure en treillis de type Town élaboré traversant la rivière Fraser à Latulipe-et-Gaboury au Québec (Canada). Il a été construit en 1938 et il a une travée de 32,43 m. Il a été cité immeuble patrimonial par la Municipalité des cantons unis de Latulipe-et-Gaboury.